# Endgame (album de Rise Against)
Cet article concerne l'album de Rise Against. Pour l'album de Megadeth, voir Endgame.
Pour les articles homonymes, voir Endgame.
Albums de Rise Against
Appeal to Reason
(2008) Long Forgotten Songs: B-Sides & Covers 2000-2013
(2013)
Singles
1. Help is on the Way
Sortie : 25 janvier 2011
2. Architects
Sortie : 16 février 2011
3. Make It Stop (September's Children)
Sortie : 30 mai 2011
4. Satellite
Sortie : 1er novembre 2011

Endgame est le sixième album studio du groupe punk rock américain Rise Against sorti le 15 mars 2011.
Le 25 janvier, le single Help is on the Way est mis en streaming sur la page MySpace du groupe.

## Liste des morceaux
Toutes les musiques ont été écrites et composées par Rise Against.
| No  | Titre                               | Durée |
| --- | ----------------------------------- | ----- |
| 1.  | Architects                          | 3:43  |
| 2.  | Help Is on the Way                  | 3:57  |
| 3.  | Make It Stop (September's Children) | 3:55  |
| 4.  | Disparity by Design                 | 3:49  |
| 5.  | Satellite                           | 3:59  |
| 6.  | Midnight Hands                      | 4:18  |
| 7.  | Survivor Guilt                      | 4:00  |
| 8.  | Broken Mirrors                      | 3:55  |
| 9.  | Wait for Me                         | 3:40  |
| 10. | A Gentlemen's Coup                  | 3:46  |
| 11. | This Is Letting Go                  | 3:41  |
| 12. | Endgame                             | 3:24  |

| 13. | Lanterns | 3:49 |

| 14. | The Good Left Undone (Live) | 3:02 |

## Musiciens
- Tim McIlrath – chanteur
- Joe Principe – bassiste, choriste
- Brandon Barnes – batteur
- Zach Blair – guitariste, choriste

### Invités
- Matt Skiba - choriste - Midnight Hands
- Miles, Maddie, Stacie Stevenson & Tess Young - Choristes - Make It Stop (September's Children)
- Chad Price - choriste

## Production
- Bill Stevenson – producteur, ingénieur
- Jason Livermore – producteur, ingénieur

## Classements hebdomadaires
| Classement (2011)                       | Meilleure place |
| --------------------------------------- | --------------- |
| Allemagne (Media Control AG)            | 1               |
| Australie (ARIA)                        | 2               |
| Autriche (Ö3 Austria Top 40)            | 3               |
| Belgique (Flandre Ultratop)             | 23              |
| Belgique (Wallonie Ultratop)            | 75              |
| Canada (Canadian Albums Chart)          | 1               |
| Espagne (Promusicae)                    | 72              |
| États-Unis (Billboard 200)              | 2               |
| États-Unis (Billboard Hard Rock Albums) | 1               |
| États-Unis (Billboard Top Rock Albums)  | 1               |
| Finlande (Suomen virallinen lista)      | 42              |
| Norvège (VG-lista)                      | 28              |
| Nouvelle-Zélande (RIANZ)                | 6               |
| Pays-Bas (Mega Album Top 100)           | 47              |
| Royaume-Uni (UK Albums Chart)           | 27              |
| Royaume-Uni (Rock & Metal Albums)       | 1               |
| Suède (Sverigetopplistan)               | 6               |
| Suisse (Schweizer Hitparade)            | 12              |

## Certifications
| Pays                  | Certification |
| --------------------- | ------------- |
| Allemagne (BVMI)      | Platine       |
| Australie (ARIA)      | Or            |
| Canada (Music Canada) | Platine       |